# Cytrynowo
Cytrynowo is een dorp in het Poolse woiwodschap Groot-Polen, in het district Gnieźnieński. De plaats maakt deel uit van de gemeente Trzemeszno.